# Townsville Fire
Le  Townsville Fire, sont un club féminin australien de basket-ball basé dans la ville de Townsville. Le club appartient à la Women's National Basketball League, la ligue de plus haut niveau en Australie.

## Palmarès
- Champion WNBL : 2015, 2016, 2018[2]

## Entraîneurs successifs
- Depuis 2001 :  David Herber

## Effectif 2013-2014
| Numéro | Nom               | Née le            | Taille ( | Nationalité,                | Poste   |
| 4      | Alex Wilson       | 21 mars 1994      | 1,78 m   | Australie                   | Arrière |
| 5      | Rachael McCully   | 5 avril 1982      | 1,69 m   | Australie                   | Arrière |
| 6      | Tiana Mangakahia  | 21 avril 1995     | 1,65 m   | Australie                   | Arrière |
| 7      | Stephanie Cumming | 26 juillet 1990   | 1,82 m   | Australie                   | Arrière |
| 8      | Suzy Batkovic     | 17 décembre 1980  | 1,92 m   | Australie                   | Pivot   |
| 9      | Alicia Froling    | 31 janvier 1996   | 1,88 m   | Australie                   | Ailière |
| 10     | Mia Newley        | 4 août 1988       | 1,84 m   | Australie                   | Arrière |
| 11     | Keely Froling     | 31 janvier 1996   | 1,87 m   | Australie                   | Ailière |
| 12     | Kayla Standish    | 19 novembre 1989  | 1,88 m   | États-Unis                  | Ailière |
| 13     | Rosie Fadljevic   | 17 septembre 1993 | 1,84 m   | Australie                   | Arrière |
| 15     | Olivia Thompson   | 20 janvier 1993   | 1,87 m   | Australie                   | Ailière |
| 32     | Micaela Cocks     | 2 mai 1986        | 1,78 m   | Nouvelle-Zélande            | Arrière |
| 45     | Emma McKenzie     | 17 octobre 1990   | 1,89 m   | États-Unis Nouvelle-Zélande | Pivot   |

- Entraîneur : Chris Lucas
- Assistants : Claudia Brassard, Mark Alabakov

## Effectif 2012-2013
| Numéro | Nom              | Née le           | Taille | Nationalité                 | Poste   |
| 5      | Rachael Flanagan | 5 avril 1982     | 1,69 m | Australie                   | Arrière |
| 8      | Olivia Thompson  | 20 janvier 1993  | 1,87 m | Australie                   | Ailière |
| 9      | Alicia Froling   | 31 janvier 1996  | 1,88 m | Australie                   | Ailière |
| 10     | Mia Newley       | 4 août 1988      | 1,84 m | Australie                   | Arrière |
| 11     | Keely Froling    | 31 janvier 1996  | 1,87 m | Australie                   | Ailière |
| 12     | Kayla Standish   | 19 novembre 1989 | 1,88 m | États-Unis                  | Ailière |
| 14     | Nicole Romeo     | 28 août 1989     | 1,66 m | Australie                   | Arrière |
| 15     | Yinka Olorunnife | 30 janvier 1990  | 1,82 m | Australie Nigeria           | Ailière |
| 22     | Cherie Gallagher | 8 janvier 1983   | 1,83 m | Australie                   | Ailière |
| 24     | Jess Foley       | 24 avril 1982    | 1,82 m | Australie                   | Arrière |
| 32     | Micaela Cocks    | 2 mai 1986       | 1,78 m | Nouvelle-Zélande            | Arrière |
| 43     | Casey Lockwood   | 5 novembre 1985  | 1,83 m | États-Unis Nouvelle-Zélande | Ailière |

- Entraîneur : Chris Lucas
- Assistants : Peta Sinclair

L'équipe se classe quatrième de la saison régulière avec 13 victoires pour 11 défaites.

## Joueuses célèbres ou marquantes
- Suzy Batkovic